# Spændingskvalitet
Spændingskvalitet er et bredt og overordnet elektrisk fagudtryk, der omhandler afvigelser i relation til spændingen i elnettet. 
I et ideelt elnet, vil spændingen og netfrekvensen være konstant, fuldstændig sinusformet og faserne symmetrisk belastet - dette er dog ikke tilfældet, hvorfor der i DS/EN 50160 er fastsat grænseværdier for tilladte afvigelser fra 'normalen'. Dansk Energi har ligeledes udarbejdet Rekommandationer 16 og 21, som alle danske el leverandører er forpligtet til at overholde.
Emnet spændingskvalitet omhandler blandt andet, harmonisk svingning, harmonisk forvrængning, flicker, ubalance, overspænding, underspænding mv. Spændingskvalitet er dog ikke afbrydelse eller fasefejl.

## Årsager til forringet spændingskvalitet
Mængden, og kvaliteten af elektronik, herunder særligt kvaliteten af billig elektronik såsom LED-pærer, opladere og switch-mode strømforsyninger, kan svinge kraftigt, hvilket gør, at spændingskvaliteten udfordres. Dette skyldes den måde, hvorved elektronikken trækker strøm. Selv om det danske distributionsnet er relativt stærkt og stabilt, og til dels dæmper alle disse forstyrrelser, vil selvsamme elektronik, være påvirket af den forringede spændingskvalitet. 
Byområder er generelt mindre udsat for forringet spændingskvalitet, grundet den højere netimpedans, og dermed modstandsdygtig overfor forstyrrelser. I land -og udkantsområder er netimpedansen derimod lavere, og disse områder er derfor mere udsat for forstyrrelser.

## Krav til spændingskvalitet ved tilslutning af forbruger over 50 kW[2]
Industrien særlig motor styrringer, frekvensomformer, har bidraget til at der er ekstra tab på elnettet og at der er stor andel af harmoniske på nettet. Ca 20% af elnettets kapacitet går tabt med at transporter harmoniske strømme. Derfor er der siden 2019 være krav til de harmoniske strømme og støj i området 2-9kHz. Dette skal imødese den elektriske udbygning, større transport behov på elnettet, som er en del af den grønne omstilling. Disse regler er også gældende for større varmepumper, elbuslader og køleanlæg.   